# Gelsana abnormis
Gelsana abnormis är en kräftdjursart som beskrevs av Gustav Budde-Lund 1910. Gelsana abnormis ingår i släktet Gelsana och familjen Eubelidae. Inga underarter finns listade i Catalogue of Life.